# Piet Kruiver
Piet Kruiver (5 de gener de 1938 - 18 de març de 1989) va ser un futbolista neerlandès actiu com a davanter. Kruiver va debutar professionalment al PSV Eindhoven i també va jugar al Lanerossi Vicenza, Feyenoord i DWS.

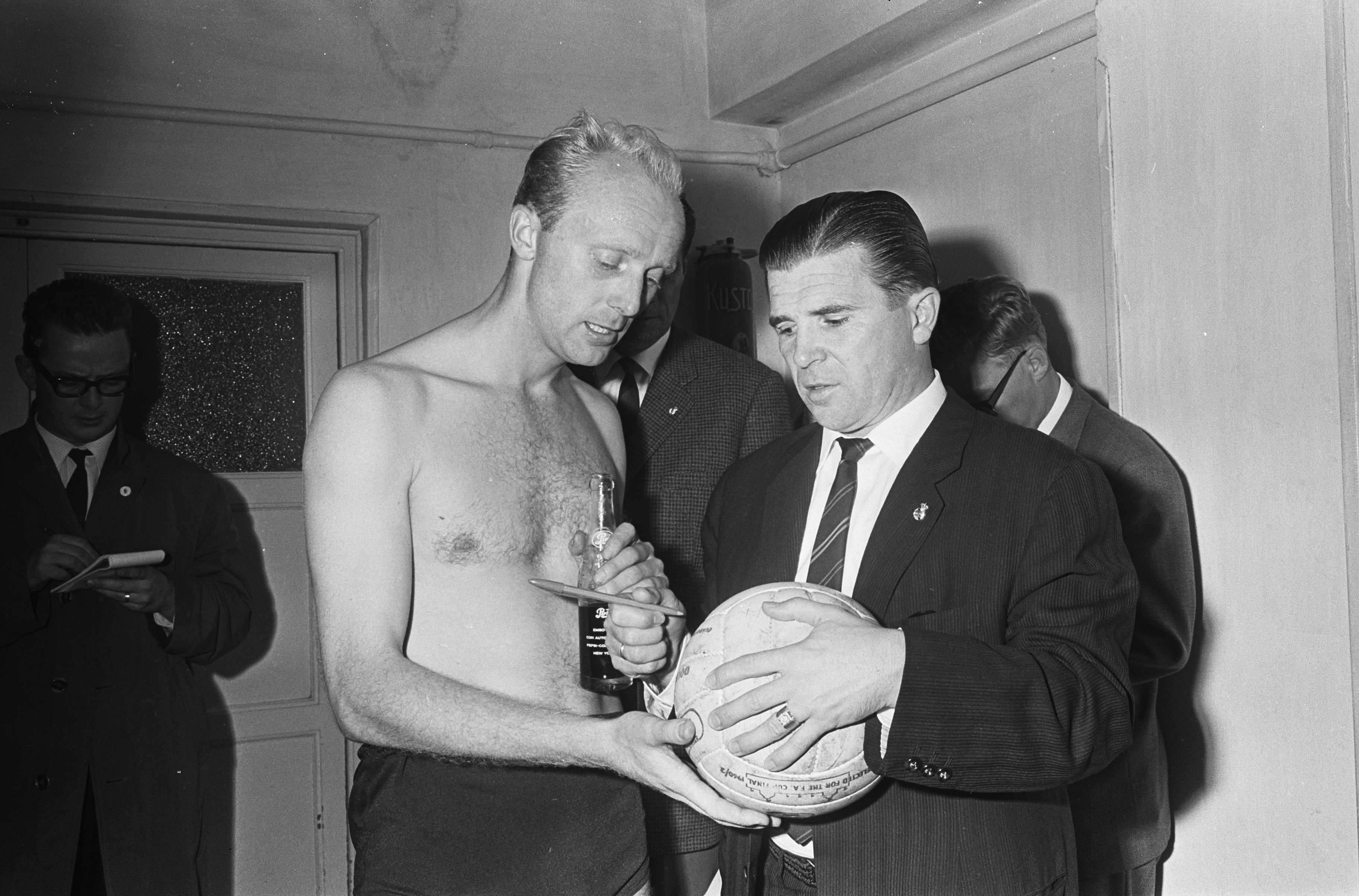
Ferenc Puskás amb Piet Kruiver del Feyenoord després de perdre contra el Reial Madrid per 5-0 en el partit de tornada de la primera volta de la Copa d'Europa 1965-66.

## Palmarès

### Club
Feyenoord
- Eredivisie: 1964–65
- Copa KNVB: 1964–65

### Individual
- Màxim golejador de l'Eredivisie: 1965–66